# 華碩ZenFone 8
華碩Zenfone 8（英語：Asus ZenFone 8）是一款由華碩製造及生產的Android智能手机系列，屬該公司ZenFone系列的第八世代產品，於2021年5月13日發佈並於當天開賣。

## 歷史
2021年4月，廠方向傳媒發送邀請函，表示會於台北時間同年5月13日發表ZenFone 8系列。當時網上已經推測將會有ZenFone 8、ZenFone 8 Pro及ZenFone 8 mini三款型號登場；而廠方數日後在社交媒體發佈的圖片中，亦被推測該系列將有機會採用最高120 Hz屏幕刷新率的顯示屏、取消過去的「翻轉式鏡頭」設計之餘，更可能發佈多達四款型號。
同年5月，正於發佈會前夕的一個星期，有外國傳媒已經取得該系列的相片與規格，當中ZenFone 8 Flip仍採用類似ZenFone 7的設計，並保留後者的翻轉鏡頭設計。同月13日，廠方以線上形式發佈該系列兩款產品：ZenFone 8及ZenFone 8 Pro，並於同日於香港發佈及發售；而該公司亦於同月28日，在马来西亚舉行該系列的線上發佈會。與此同時，該系列亦將會於印度發佈，但實際命名仍為未知之數，廠方亦僅以「新手機」（new phone）一詞形容。現時廠方已經設立專門頁面以介紹該系列，預料兩款型號亦會於該發佈會上一同登場，但發佈日期仍需視乎2019冠狀病毒病在當地的疫情狀況而定。

## 技術規格
ZenFone 8系列採用高通驍龍888芯片，並採用支援HDR10+的三星Super AMOLED顯示屏。ZenFone 8及ZenFone 8 Flip分別搭載5.9吋及6.67吋1080p顯示屏，當中前者支援最高120 Hz屏幕刷新率，而後者只有90 Hz。此外，ZenFone 8採用由康寧公司出品的Gorilla Glass Victus屏幕，而ZenFone 8 Flip則採用同廠出品的第六代大猩猩玻璃。另外，兩款型號均配備屏下指紋掃描技術，與ZenFone 7系列不同。ZenFone 8另加入基於IP68規格的抗水防塵功能，意味著能夠於水深超過1（3.3英尺）浸沒至少1小時。
該系列只有ZenFone 8配備3.5 mm耳機插孔，以方便用家連接有線耳機；而兩款型號均搭載基於Android 11的ZenUI 8軟件，而廠方聲稱會為該系列提供「至少」兩個版本的Android系統及安全性更新。

### 容量
ZenFone 8設有8、12或16 GB随机存取存储器選項，而ZenFone 8 Flip只有8 GB一種選項。兩款型號均備有128及256 GB兩種內部存儲選項。當中只有ZenFone 8 Flip包含獨立的microSD卡槽（支援最高2 TB容量）。

### 電池
ZenFone 8及ZenFone 8 Flip分別備有4000 mAh及5000 mAh锂电池，且不可拆卸。兩款型號均支援透過機身的USB Type-C接口進行高達30W的有線充電（利用USB PD標準），並支援利用自身電量為其他裝置進行反向充電；而礙於機身設計問題，ZenFone 8並未有配置無線充電。

### 連接性
兩款型號均支援5G流動網絡及雙卡雙待技術，並支援Wi-Fi 6E及藍牙5.2。值得一提，該系列於美國僅支援AT&T及T-Mobile的LTE及Sub-6GHz 5G連線，並不支援Verizon的流動網絡，以及網速較快的mmWave 5G網絡。

### 相機
ZenFone 8採用後置雙鏡頭設計，同時亦配備一個1200萬像素的前置鏡頭，當中採用的6400萬像素後置廣角鏡頭為與ZenFone 7、ZenFone 7 Pro所採用的索尼IMX686鏡頭；而ZenFone 8 Flip則沿襲ZenFone 7的「翻轉鏡頭」設計，透過翻轉三鏡頭模組以達至「既可自拍，又可充當一般手機後置鏡頭」的使用方式，而據廠方指出，當手機意外跌落時，該機的相機翻蓋會自動收合，另受惠於馬達零件強度的提升，廠方聲稱相關模組能夠承受30萬次的使用次數。兩款型號均配備由索尼出品的6400萬主鏡頭及1200萬像素廣角鏡頭，並支援高達8K影片錄製。留意型號ZS675KW（即後來的ZenFone 8 Flip）曾經有傳會具備一個2400萬像素的前置鏡頭，但最終仍維持採用上述的「翻轉鏡頭」設計。在軟體方面，廠方指出，ZenFone 8在軟體運算上作出了調整，聲稱能對夜間攝影降低12dB噪值，而在明亮度表現亦能獲得提升；另錄影方面亦加入對消除風噪、聚焦收音等的支援；而ZenFone 8 Flip則在上代攝影功能的基礎上，加入自由切換角度拍攝的功能，並於錄影功能新增對物件跟隨的支援。此外，受惠於高通驍龍888芯片的支援，兩款型號均首次加入8K@30fps錄影功能。

### 產品包裝
在包裝上，廠方在該系列的包裝盒內除包含手機和30W (Type-C to Type-C)充電線外，亦加入原廠保護殻及30W充電器，並且在Zenfone 8 Flip的保護殼有附保護鏡頭的卡榫，而盒內隨附的變壓充電器是iPhone 12系列及三星Galaxy S21系列的包裝盒中是沒有的。另外，有鑒於ZenFone 8 Flip欠缺3.5 mm耳機插孔，廠方亦特意在包裝盒內附送一個USB Type-C轉3.5 mm轉接器。

## 詳細規格
| 機種       | Zenfone 8 | Zenfone 8 Flip |              |
| 型號       | ZS590KS | ZS672KS |              |
| ---------- | --- | --- | ------------ |
| 系統       | Android 11 | Android 11 |              |
| 系統       | 可升級 Android 13 | |              |
| 介面       | ASUS ZenUI 8 | ASUS ZenUI 8 | ASUS ZenUI 8 |
| 螢幕       | 5.9 吋 120 Hz Samsung AMOLED 顯示器、2400 x 1080 解析度 | 6.67 吋 90 Hz AMOLED 顯示器、2400 x 1080 解析度 |              |
| 處理器     | Qualcomm® Snapdragon™ 888 | Qualcomm® Snapdragon™ 888 |              |
| 圖形處理器 | Qualcomm® Adreno 660 | Qualcomm® Adreno 660 |              |
| 記憶體     | 8GB/12GB/16GB LPDDR5 | 8GB LPDDR5 |              |
| 儲存空間   | UFS 3.1 128GB/256GB | UFS 3.1 128GB/256GB |              |
| 尺寸       | 148x68.5x8.9mm | 165.04x77.28x9.6 mm |              |
| 重量       | 169 g | 230 g |              |
| 電池       | 4,000mAh，支援QC 5.0 / PD 3.0 | 5,000mAh，支援QC 4.0 / PD |              |
| 主鏡頭     | 6400萬像素 SONY IMX686，f/1.8，26mm，1/1.7" | 6400萬像素 SONY IMX686，f/1.8，26mm，1/1.7" |              |
| 超廣角鏡頭 | 1200萬像素 SONY IMX363，f/2.2，14mm，1/2.55" | 1200萬像素 SONY IMX363，f/2.2，14mm，1/2.55" |              |
| 望遠鏡頭   | N/A | 800萬像素 OmniVision OV08A，f/2.4，80mm |              |
| 前鏡頭     | 1200萬像素 SONY IMX663，f/2.5，28mm，1/2.93" | N/A |              |
| 音效       | 3.5mm 耳機孔、多磁鐵揚聲器、雙 Cirrus Logic CS35L45 Smart AMP | 五磁鐵揚聲器、雙 Goodix TFA9874 Smart AMP |              |
| 音效       | Dirac HD Sound | |              |
| 顏色       | 消光黑、簡約銀、鏡月白 | 晶礦黑、流光銀 |              |
| 感應器     | 陀螺儀、重力感應器、螢幕下指紋辨識感應器、人臉辨識、Gyroscope sensor、E-compass sensor、Proximity sensor、Ambient light sensor、G-sensor、In-display fingerprint sensor、Accelerator sensor、Face recognition sensor | 陀螺儀、重力感應器、螢幕下指紋辨識感應器、人臉辨識、角度感測器、E-compass sensor、Proximity sensor、Ambient light sensor、Hall sensor、In-display fingerprint sensor、Accelerator sensor、Angle sensor、Gyroscope sensor、G-sensor、Face recognition sensor |              |
| 衛星定位   | GPS、BDS、QZSS、GLONASS、GALILEO、NavIC | GPS、BDS、QZSS、GLONASS、GALILEO、NavIC |              |
| Wi-Fi      | Wi-Fi 6/6E (802.11 a/b/g/n/ac/ax, 2x2 MIMO) 、Wi-Fi Direct | Wi-Fi 6/6E (802.11 a/b/g/n/ac/ax, 2x2 MIMO) 、Wi-Fi Direct |              |
| 藍芽技術   | Bluetooth V5.2 (EDR + A2DP)，支援 LDAC, Qualcomm aptX, aptX HD, aptX Adaptive, AAC | Bluetooth V5.2 (EDR + A2DP)，支援 LDAC, Qualcomm aptX, aptX HD, aptX Adaptive, AAC |              |
| NFC功能    | 有 | 有 |              |
| 連接埠     | USB Type-C | USB Type-C |              |
| 機種       | Zenfone 8 | Zenfone 8 Flip |              |
| 型號       | ZS590KS | ZS672KS |              |

## 官方建議售價
註：以下價格單位均為新臺幣，且為 臺灣之售價
| 型號 | ZenFone 8 | ZenFone 8 | ZenFone 8 | ZenFone 8 | Zenfone 8 Flip | Zenfone 8 Flip |
| 機種 | ZS590KS   | ZS590KS   | ZS590KS   | ZS590KS   | ZS672KS        | ZS672KS        |
| ---- | --------- | --------- | --------- | --------- | -------------- | -------------- |
| 規格 | 8G/128G   | 8G/256G   | 12G/256G  | 16G/256G  | 8G/128G        | 8G/256G        |
| 價格 | 18,990    | 21,990    | 23,990    | 25,990    | 20,990         | 23,990         |

## 評價
《The Verge》曾對ZenFone 8進行評測，認為該機是iPhone 12 mini的「直接競爭對手」，機身設計不俗（而其小巧的機身設計亦使用戶容易將該機放進一件上衣的衣袋內，不易跌出），而採用的高通驍龍888芯片之效能亦相當強勁，唯認為機身較重，加上廠方對於系統更新的支援週期較短，對於一台旗艦手機而言略為不足。另外，該網站亦有感該機的相機拍攝質素不俗，但缺乏「真」光學對焦鏡頭（又或「遠攝鏡頭」）而略感失望。而在電池方面，該網站認為該機的續航力不俗，在一般使用情況下也能夠給予一整天的電池使用時間，即使不慎開啟Strava長達20小時，到了翌天一早仍剩下一定電量。另一外國網站《Wired》對該機亦有類似看法，但指出數個不足之處：
- ZenFone 8缺少microSD卡槽，對於需要儲存大量相片和影片的用戶而言略為失望；
- ZenFone 8雖然配置屏下指紋掃描技術，但準確度一般，有機會無法透過該技術成功解鎖手機；
- 如需在沒有Wi-Fi的場合下開啟流動數據，需在手機設定中手動關閉並開啟流動數據，對評測者而言略為感到繁複；

該評測亦指出，對於大部份居於美國的消費者而言，在電訊商的支援、電池續航力及攝影效果等方面之比較上，寧可選擇價錢略貴一點的Pixel 5而非該機。
而《GSMArena》則認為ZenFone 8的價格對於一台旗艦手機而言相對划算，而廠方對於機身的設計和造工上可謂「絕不馬虎」（no-nonsense），算得上是「一流」。其機身大小相對於三星Galaxy S21較小，可稱之為「當前世代中最小巧的Android旗艦手機」（the most compact Android flagship of the current generation），握感亦不錯，而系統內置的「單手模式」在日常生活中亦能幫助不少。縱然該機的顯示屏支援120 Hz刷新率，但該網站利用該機在預設的「自動調整刷新率」模式下，實測過多款手機遊戲，其刷新率只有60 Hz，但將屏幕刷新率設定在「120 Hz」後，部分遊戲卻能以90 Hz下運行，認為刷新率的調整與電池優化模式之設定有密切關係，並建議廠方就自動調整屏幕刷新率之設定進行優化，以便得到更佳的顯示效果。而在電池及攝影方面，該網站雖然認為該機充電速度快、續航力強，且攝影和錄影質素優異，但指出該機在運算負荷量大的情況下，機身或會出現燙手感覺，而缺乏無線充電支援亦是美中不足。
《CNET》對於ZenFone 8的評價亦上文相約，並指出該機部份規格（包括電量、顯示屏、相機功能與內置揚聲器等）足以抗衡價錢高昂的三星Galaxy S21 Ultra，符合廠方「強『細』旗艦登場」（big on performance, compact in size）之口號。該評測同時指出，縱然該機在夜景及景深拍攝的效果不俗，整體攝影效果僅為一般，在成色方面不及評測者手上的iPhone XS Max為佳，而且6400萬像素的後置廣角鏡頭亦欠奉變焦功能，只能靠自身的8倍數碼變焦了事，令成像變得較模糊。
台灣傳媒對此曾進行過評測，認為ZenFone 8的大小雖較iPhone 12 mini略大一點，但無論是握感、影音體驗亦甚佳，亦稱讚廠方在用戶的拍攝的體驗上加入不少的功能，如對物件模糊的判斷、在近拍、夜拍模式對於用戶的提示訊息等，另該機的自拍效果及自帶的IP68抗水防塵功能亦是可圈可點。反觀ZenFone 8 Flip，縱然在拍攝功能上較ZenFone 7加入數項實用功能，亦更換了性能更強的芯片，但傳媒認為該機的升級幅度不大，建議消費者在選購的時候，與ZenFone 7一併考慮再決定。
而台灣網民對該系列的意見則大獲好評。他們認為該系列的售價較低、ZenFone 8的軟硬件配置不錯，但對於ZenFone 8 Flip則認為是「升級幅度不大」，不論是屏幕刷新率、抗水防塵，又或攝影規格方面，均較ZenFone 8為差，甚至有聲音指出應當購買華碩ZenFone 7。

## 外部連結
- Asus ZenFone 8官方網站 （页面存档备份，存于）
- Asus ZenFone 8 Flip官方網站 （页面存档备份，存于）